# Bwana Devil
Bwana Devil – amerykański film z 1952 w reżyserii Archa Obolera opowiadający o lwach ludojadach. Pierwszy amerykański kolorowy, pełnometrażowy film 3D.